# Hendrik III van Brabant
Hendrik III (ca. 1231 – Leuven, 28 februari 1261), hertog van Brabant van 1248 tot zijn dood, was de zoon van Hendrik II. Hij wordt ook Hendrik de Zachtmoedige genoemd.
Hendrik trouwde in 1251 met Aleidis van Bourgondië, dochter van Hugo IV van Bourgondië. Hendrik steunde de kandidatuur voor het Duitse koningschap van Alfons X van Castilië, door wie hij in 1257 werd aangesteld tot handhaver van de vrede in de westelijke rijksgebieden.
De beroemde dichter-minnezanger Adenet le Roi verbleef aan zijn hof, terwijl er ook van zijn eigen hand enkele hoofse gedichten (in het Frans) bewaard zijn gebleven. Twee dagen voor zijn dood verleende hij, naar het voorbeeld van zijn vader, aan zijn onderdanen een privilege, eveneens met de bedoeling de Brabanders welwillend te stemmen voor zijn minderjarige opvolgers. In de Leuvense Predikherenkerk bevinden zich restanten van de grafzerken van Hendrik en Aleidis.
Hendrik was vader van:
- Hendrik IV (1251-1272)
- Jan I (1252/1254-1294)
- Godfried van Brabant (-1302), heer van Aarschot,
- Maria (1254-1321), gehuwd met Filips III van Frankrijk.

Hij had ook met Joanna van der Balc(h)t een (bastaard?)zoon:
- Gilles van Brecht, Kapitein van T(h)iel.[1]

## Voorouders
| Voorouders van Hendrik III van Brabant | Voorouders van Hendrik III van Brabant                                        | Voorouders van Hendrik III van Brabant                                        | Voorouders van Hendrik III van Brabant                                    | Voorouders van Hendrik III van Brabant                                    | Voorouders van Hendrik III van Brabant                                               | Voorouders van Hendrik III van Brabant                                               | Voorouders van Hendrik III van Brabant                            | Voorouders van Hendrik III van Brabant                            |
| -------------------------------------- | ----------------------------------------------------------------------------- | ----------------------------------------------------------------------------- | ------------------------------------------------------------------------- | ------------------------------------------------------------------------- | ------------------------------------------------------------------------------------ | ------------------------------------------------------------------------------------ | ----------------------------------------------------------------- | ----------------------------------------------------------------- |
| Overgrootouders                        | Godfried III van Leuven (1140-1190) ∞ 1155 Margaretha van Limburg (1135-1172) | Godfried III van Leuven (1140-1190) ∞ 1155 Margaretha van Limburg (1135-1172) | Mattheüs I van de Elzas (1138-1173) ∞ 1160 Maria van Boulogne (1136-1182) | Mattheüs I van de Elzas (1138-1173) ∞ 1160 Maria van Boulogne (1136-1182) | Keizer Frederik I Barbarossa (1122-1190) ∞ 1156 Beatrix I van Bourgondië (1145–1184) | Keizer Frederik I Barbarossa (1122-1190) ∞ 1156 Beatrix I van Bourgondië (1145–1184) | Isaäk II Angelos (-) ∞ Herina (-)                                 | Isaäk II Angelos (-) ∞ Herina (-)                                 |
| Grootouders                            | Hendrik I van Brabant (1160-1235) ∞ Mathilde van Boulogne (±1161–1210)        | Hendrik I van Brabant (1160-1235) ∞ Mathilde van Boulogne (±1161–1210)        | Hendrik I van Brabant (1160-1235) ∞ Mathilde van Boulogne (±1161–1210)    | Hendrik I van Brabant (1160-1235) ∞ Mathilde van Boulogne (±1161–1210)    | Filips van Zwaben (1177-1208) ∞ 1197 Irena Angela (1181-1208)                        | Filips van Zwaben (1177-1208) ∞ 1197 Irena Angela (1181-1208)                        | Filips van Zwaben (1177-1208) ∞ 1197 Irena Angela (1181-1208)     | Filips van Zwaben (1177-1208) ∞ 1197 Irena Angela (1181-1208)     |
| Ouders                                 | Hendrik II van Brabant (1207-1248) ∞ Maria van Zwaben (1201-1235)             | Hendrik II van Brabant (1207-1248) ∞ Maria van Zwaben (1201-1235)             | Hendrik II van Brabant (1207-1248) ∞ Maria van Zwaben (1201-1235)         | Hendrik II van Brabant (1207-1248) ∞ Maria van Zwaben (1201-1235)         | Hendrik II van Brabant (1207-1248) ∞ Maria van Zwaben (1201-1235)                    | Hendrik II van Brabant (1207-1248) ∞ Maria van Zwaben (1201-1235)                    | Hendrik II van Brabant (1207-1248) ∞ Maria van Zwaben (1201-1235) | Hendrik II van Brabant (1207-1248) ∞ Maria van Zwaben (1201-1235) |
| Hendrik III van Brabant (1231-1261)    |                                                                               |                                                                               |                                                                           |                                                                           |                                                                                      |                                                                                      |                                                                   |                                                                   |